# آي وانت يو باك
I Want You Back هي واحدة من أشهر أغاني فرقة جاكسون 5 الأمريكية. سجلت الأغنية عام 1969 وأنتجت بواسطة تسجيلات موتاون (Motown). استطاعت الأغنية احتلال المركز الأول في قائمة بيلبورد لأفضل 100 أغنية لمدة أسبوع، من 23 يناير حتى 31 يناير من عام 1970، بعد أن كانت أغنية الموسيقي الريفي ب. ج. توماس Raindrops Keep Fallin' On My Head في المرتبة الأولى. وبعد ذلك استبدلت المركز الأول بأغنية Venus لفرقة الروك الهولندية شوكينغ بلو.
عرفت الأغنية بالعديد من الأمور التي ميزتها عن بقية أغاني جاكسون 5 الأخرى، كونها أول أغاني جاكسون 5 عن طريق تسجيلات موتاون، وهي أولى الأغاني الأربعة للفرقة التي تحتل المركز الأول في قائمة أفضل 100. صدرت كأغنية منفردة في 7 أكتوبر 1969 في الولايات المتحدة، وبعد ذلك وضعت الأغنية في ألبوم Diana Ross Presents the Jackson 5، وهو أول أعمال الفرقة، الذي أطلق في 18 ديسمبر من نفس العام.